# Єгунов Олександр Миколайович
Олександр Миколайович Єгунов (6 жовтня 1824, Хотин, Бессарабська губернія — 15 березня 1897, Санкт-Петербург) — російський економіст і статистик.

## Біографія
Олександр Єгунов народився 6 жовтня 1824 року в родині засідателя Хотинського земського суду Миколи Андрійовича Єгунова. Батько через свій норовливий характер не мав успіху на статській службі. Родина часто переїжджала з місця на місце і батько закінчив свою кар'єру на посаді Ясського земського начальника, так і не піднявшись вище чину губернського секретаря. Мати, Юлія Антонівна Вирановська походила з дворянського роду. Вона взяла на себе домашнє виховання сина, не довіривши цю делікатну справу батьку.
У 1841 році Олександр Єгунов з відзнакою закінчив Кишинівську чоловічу гімназію.
Після закінчення гімназії він вступив на юридичний факультет Імператорського Московського університету. Студентом університету допомогло йому стати бессарабське дворянство: йому було призначено стипендію на весь час навчального курсу.
У 1848 році Олександр Єгунов закінчив курс у Московському університеті. По існуючому тоді положенню, Єгунов повинен був повернутися до Бессарабії, щоб відпрацювати у місцевих присутствених місцях дворянську стипендію. Але в липні того ж року директор Московського Головного архіву міністерства іноземних справ князь Михайло Оболенський пише лист ватажку бессарабського дворянства Івану Михайловичу Стурдзе, в якому питає дозволу (исправшивает позволения) відслужити покладені шість років замість Новоросійського краю в Москві. Втішений листом ватажок бессарабського дворянства виклопотав молодому спеціалісту дозвіл почати свою службову кар'єру в Москві.
У 8 та 9 номерах журналу «Современник» за 1848 рік Олександр Єгунов опублікував свою першу наукову роботу «Погляд на торгівлю прадавньої Русі», в якій звертався до історії торгового шляху варягів на Константинополь через поселення південно-західних племен угличів і тиверців. Він висловлював сумніви в квітучому стані давньоруської торгівлі.
Незабаром після появи статті в пресі Єгунова запрошують до Санкт-Петербурга. Начальник міських відділень Господарського департаменту МВС Микола Мілютін мав з ним тривалу розмову і умовив його зайнятися аналітичними оглядами статистичних відомостей, що надходили до департаменту з провінції. В 1850 році він випускає у світ «Огляд дій департаменту сільського господарства протягом 5 років, з 1844 по 1849». Приблизно в цей же час з'являється «Всеподданнєйший звіт міністра внутрішніх справ за перше 25-ліття царювання імператора Миколи I», в якому Єгунов виступав одним з провідних виконавців.
У ці роки Олександр Єгунов співпрацює з Миколою Некрасовим, готує для «Современника» бібліографічні огляди, редагує тексти, тримає коректури.
У 1861 році з метою реформування Бессарабського статистичного комітету, заснованого ще в 1835 році, Олександр Єгунов направляється до Кишинева. На першому засіданні комітету 5 лютого 1862 року Олександр Миколайович був обраний керуючим комітетськими справами.
Комітетом були випущені три томи «Записок Бессарабського обласного статистичного комітету» (1864, 1867 і 1868). Вони представляли з себе цінне джерело фактичних матеріалів, що характеризують стан промисловості і сільського господарства Бессарабії у пореформений період, публікували статистичні відомості про монастирських, вотчинних і селянських землях, про болгарських і німецьких колоніях в Бессарабії, про державних селян тощо.
6 травня 1880 року за власним проханням був звільнений з посади керуючого справами Бессарабського статистичного комітету.
Надалі Олександр Єгунов знову перебирається до Санкт-Петербурга, де обіймає посаду чиновника з особливих доручень у міністерстві державного майна та землеробства. Він досліджував кустарну промисловість Кавказького краю, селянські господарства Пермської та Вятської губерній, маслоделательні артілі Тобольської, Володимирській та Вологодської губерній.
У 1888 році Олександр Єгунов був обраний товаришем голови осередку політичної економії та сільськогосподарської статистики Імператорського Вільного економічного товариства.
Помер Олександр Миколайович Єгунов 15 березня 1897 року після нетривалої хвороби (грип, запалення легень).